# Mittsommernacht (Film)
Mittsommernacht ist ein deutsches, in Norwegen spielendes Filmdrama aus dem Jahre 1967. Unter der Regie von Paul May spielt Robert Fuller die Hauptrolle.

## Handlung
Der norwegische Bauer Arne Arndahl ist ein knorriger, herrschsüchtiger Patriarch und mit seinem Sägewerk der wichtigste Arbeitgeber in der Region. Gemeinsam mit seinen beiden erwachsenen Töchtern Astrid und Christine und der Haushälterin Karen lebt er auf dem abgelegenen Svytelma-Hof. Eines Tages geht er auf die Jagd. Diese Gelegenheit will der rohe, plumpe und unattraktive Großknecht Erik ausnutzen. Er nähert sich auf sehr fordernde Weise Astrid und versucht, als sie sich als nicht willig erweist, sie zu vergewaltigen. Im letzten Moment kann er von seiner brutalen Absicht abgehalten werden, und Astrid jagt ihn vom Hof. Von der Jagd zurück, ist Großbauer Arne außer sich, als er von Eriks Tat erfährt. Er spannt das Fuhrwerk an und fährt in den nächsten Ort zum Wirtshaus, wo er Erik vermutet. Dort will er sich den Schurken vorknöpfen. Es kommt zum heftigen Kampf, bei dem Arne Erik mit einem Stück Hartholz beinahe erschlägt. 
Es ist Tore, ein gerade angekommener Fremder in der Gegend, der diese Bluttat im letzten Moment verhindert. Den Großbauern plagen derweil ganz andere Sorgen: Die Stallungen mit dem Vieh bekommen eines Nachts ungebetenen Besuch durch herumwildernde Wölfe. Ein Kalb haben sie bereits gerissen. Deshalb entschließt sich Arne, den Tieren den Garaus zu machen und folgt bewaffnet ihrer Fährte. Als ihn unterwegs in der Wildnis ein Schneesturm überrascht, sitzt der Alte in der Falle: Die Wölfe haben ihn eingekreist. Arne versucht, den grauen Räubern zu entkommen, rutscht auf der Flucht aus und verliert sein Gewehr. Rasch droht er die Oberhand zu verlieren, als sich die Wölfe auf ihn stürzen. Tore rettet ihn und folgt ihm anschließend auf den Svytelma-Hof. Dort verdreht der gutaussehende, kräftig gebaute und mysteriöse junge Mann bald den Arndahl-Frauen reihum den Kopf. Die auf ihren eigenen Vorteil bedachte Karen will ihn für ihre Zwecke einspannen. Doch Tore verliebt sich bald in die jüngste der Arndahl-Töchter, Christine, die seine Gefühle erwidert. Enttäuscht von seiner Zurückweisung, versucht Karen sich an Tore zu rächen und erfährt von ihrem Komplizen Aslak, dass Arne wegen Mordverdachts im Gefängnis saß. Sie verbreitet dies in der Öffentlichkeit. Doch Tore kann am Ende den wahren Täter aufspüren und entlarven.

## Produktion
Der Film wurde in der Bergwelt rund um Bad Aussee in der nördlichen Steiermark gedreht und am 19. Oktober 1967 uraufgeführt. Mit dem amerikanischen Serienschauspieler Robert Fuller hatte man einen Schauspieler verpflichtet, der zwar als Kinodarsteller bis dahin wenig Furore gemacht hatte, aber dank seiner Mitwirkung in der Westernserie Am Fuß der blauen Berge seit Mitte der 1960er Jahre in der Bundesrepublik Deutschland „eine ungewöhnlich große Fangemeinde“ besaß.
Für Regisseur May war dies sein letzter Kinofilm. Die Bauten entwarf Sepp Rothauer, Josef Wanke die Kostüme. Die Produktionsleitung hatte Heinz Pollak.

## Kritiken
„Geistig wie formal völlig überholter Heimatfilm mit naturalistisch ausgespielten Mord- und Vergewaltigungsszenen.“

„Ein im nordischen Milieu angesiedelter Heimatfilm deutscher Herkunft, der, von den schönen Farbaufnahmen abgesehen, ziemlich primitiv und ungeschickt gemacht ist.“